# هیپارخی
هیپارخی یا هیپارخیا یکی از واحدهای تقسیم‌بندی کشوری در دورهٔ سلوکی و سپس در روزگار اشکانیان بود. هر اپارخیا به چند هیپارخی و هر هیپارخی به چند استاتما بخش‌می‌شد.

## منبع
- دانشنامهٔ جهان اسلام
- مالکوم کالج، اشکانیان، ترجمهٔ مسعود رجب‌نیا، انتشارات هیرمند، چاپ دوم ۱۳۸۳، شابک ‎۹۶۴−۵۵۲۱−۱۲−۲
- اسدالله معطوفی، تاریخ چهارهزارسالهٔ ارتش ایران، انتشارات ایمان، چاپ یکم ۱۳۸۲، شابک ‎۹۶۴−۶۸۲۰−۰۳−۴